# Stenoxenus usutae
Stenoxenus usutae är en tvåvingeart som beskrevs av Meillon 1959. Stenoxenus usutae ingår i släktet Stenoxenus och familjen svidknott. Inga underarter finns listade i Catalogue of Life.